# 克莱托
克莱托（義大利語：Cleto），是意大利科森扎省的一个市镇。总面积18平方公里，人口1345人，人口密度74.7人/平方公里（2009年）。ISTAT代码为078042。